# Tank Frot-Laffly

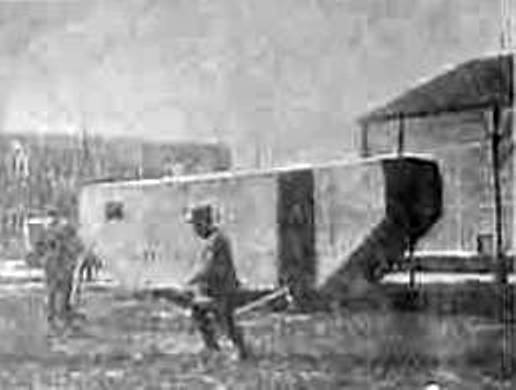
Takzvaný rouleau cuirassé Paul Frot v týdeníku L'Illustration

Tank Frot-Laffly či Tank Frot-Turmel-Laffly, (francouzsky Char Frot-Turmel-Laffly též Rouleau cuirassé Paul Frot neboli obrněný válec Paul Frot), byl jeden z prvních francouzských experimentálních tanků. Tento prototyp, označovaný též za “pozemní bitevní loď“, navrhl a postavil francouzský konstruktér Paul Frot mezi prosincem 1914 a dubnem 1915 v reakci na požadavek ministerstva války volajícího po obrněném vozidle, které by v probíhající 1. světové válce dokázalo překonat nepřátelské zákopy. Frot-Laffly předstihl vývoj britského tanku Little Willie o 9 měsíců.

## Historie
S koncepcí experimentálního obrněného vozidla na podvozku motorizovaného silničního válce opatřeného kulometnou výzbrojí, přišel inženýr Frot počátkem prosince 1914 a do poloviny března postavil i jeho prototyp. Již 28. března 1915 proběhly zkoušky, při nichž stroj dokázal úspěšně zničit zátarasy z ostnatého drátu a překonat 25stupňové stoupání. Díky slabému motoru však postrádal potřebnou pohyblivost. Projekt byl zamítnut, neboť ministerstvo dalo přednost návrhu plukovníka Estienna.

## Charakteristika
Základem vozidla byl motorizovaný kolový silniční válec Laffly z roku 1912. Na jeho podvozek umístil Frot podlouhlou hranatou korbu ze 7 mm silného pancéřového plechu. Desetitunový a 7 metrů dlouhý stroj měl být vyzbrojen čtyřmi kulomety ráže 7,7 mm. Tank poháněl slabý motor s výkonem 20 koní. Devítičlennou posádku tvořili velitel, řidič, mechanik a šestičlenná obsluha kulometů.